# Jean-Luc Manz
 (décembre 2019).
Pour les articles homonymes, voir Manz.
Jean-Luc Manz, né à Neuchâtel le 19 janvier 1952, est un artiste peintre vaudois. Il vit et travaille à Lausanne. 

## Biographie
Jean-Luc Manz réalise une première exposition personnelle en 1976 à la galerie Rivolta à Lausanne. 
Il participe à l’exposition Ecart à la galerie John Gibson (New York). Il est représenté par la galerie Susanna Kulli (Saint-Gall) de 1989 à 1998. Une exposition personnelle (1988-89) itinérante de ses œuvres est coproduite par la Kunsthalle de Winterthour, Halle Sud (Genève), le Musée des beaux-arts de La Chaux-de-Fonds. 
Jean-Luc Manz reçoit en 1990 le Prix de la Fondation Irène Reymond, en 1992 le Prix Jeunes créateurs de la Fondation vaudoise pour la promotion et la création artistiques, puis, en 1993, le prix de la Fondation pour les arts graphiques en Suisse. Il publie en 1999 un ouvrage consacré à ses éditions réalisées depuis 1988. Il enseigne à partir de 1996 à l’ESAV (devenue ensuite ESBA, puis HEAD-Genève). Il est un des membres fondateurs du groupe M/2 à Vevey (1987). 

## Œuvres
Des œuvres de l'artiste sont conservées dans les institutions suivantes : 
- La Chaux-de-Fonds, Musée des beaux-arts ;
- Lausanne, collection d’art de la Ville ;
- Lausanne, Musée cantonal des Beaux-Arts ;
- Lugano, collection d’art de la Ville ;
- Vevey, Musée Jenisch ;
- Zurich, Graphische Sammlung der ETH.

Le Musée Jenisch de Vevey a acquis en 2013 l'ensemble de ses carnets et leur a consacré une exposition en avril 2015.
Œuvre dans l'espace public :
- Installation en métal située dans le préau du Collège d'Entre-bois à Lausanne, 2005[4]

## Expositions personnelles (sélection)
- 2006 Eau sauvage, Galerie Lucy Mackintosh, Lausanne
- 2006 Jean-Luc Manz. Minna, 2005, Musée cantonal des Beaux-Arts de Lausanne[5]
- 2005 Jean-Luc Manz, Jean Crotti, Galerie Susanna Kulli, Zürich

## Expositions collectives (sélection)
- 2007 Le fonds des arts plastiques de la ville de Lausanne, Espace Arlaud, Lausanne
- 2007 Art en plein air - Môtiers 2007, Môtiers
- 2006 Boostage, avec le collectif abc, Atelier Volant, Lausanne
- 2006 Musée Coco, bis, avec le collectif abc, Kunstmuseum, Thoune
- 2006 Festival arbres et lumière, avec le collectif abc, Genève
- 2006 1996-2006 : 10 ans d'acquisitions, de dons et de legs, Musée cantonal des beaux-arts, Lausanne
- 2006 Actual Position, Kulturzentrum Scuol-Nairs, Scuol
- 2006 Jean-Luc Manz, Marie Sacconi, Christian Floquet, Ursula Mumenthaler, Jacques Bonnard, Jean Crotti, Confer art actuel, Nyon
- 2006 Accrochage [Vaud 2006], Musée cantonal des beaux-arts, Lausanne
- 2006 Nouvelles Collections, Kunsthaus Centre PasquArt, Biel
- 2006 53 lauréats, 1986-2005. Fondation Irène Reymond, Espace Arlaud, Lausanne
- 2005 Emmanuelle Antille, Jean Crotti, Alain Huck, Vincent Kohler, Jean-Luc Manz, At the Launderette, Lausanne
- 2005 Naturellement abstrait. L'art contemporain dans la collection Julius Baer, Centre d'art contemporain, Genève

## Sources
- « Jean-Luc Manz », sur la base de données des personnalités vaudoises sur la plateforme « Patrinum » de la Bibliothèque cantonale et universitaire de Lausanne.
- Lionel Bovier, « Jean-Luc Manz », sur SIKART Dictionnaire sur l'art en Suisse, 2005.
- BCV-art, acquisitions 91-01 (sélection), p. [49]
- 24 Heures, 2005/09/13, p. 15
- sites et références mentionnés